# Де-Кампо-Сципио
Де-Кампо-Сципио (пол. Scipio del Campo) — польский дворянский род герба того же имени.
Предок их, Пётр Де-Кампо-Сципио, прибыл из Италии в Польшу в 1518 г. с королевой Боной и был маршалом её двора. Иван Де-Кампо-Сципио (умер в. 1738 г.) был каштеляном смоленским, а брат его, лидский маршал Казимир, — посланником в России (1726).
Род Де-Кампо-Сципио внесён в VI часть родословной книги Виленской, Ковенской, Гродненской и Люблинской губерний.
- Сципио дель Кампо, Юзеф (ум. до 9 июня 1743) — государственный деятель Великого княжества Литовского.
- Граф Сципио дель Кампо, Михал (1887—1984) — пионер польской и российской авиации, инженер-металлург.